# Wenzel Jamnitzer

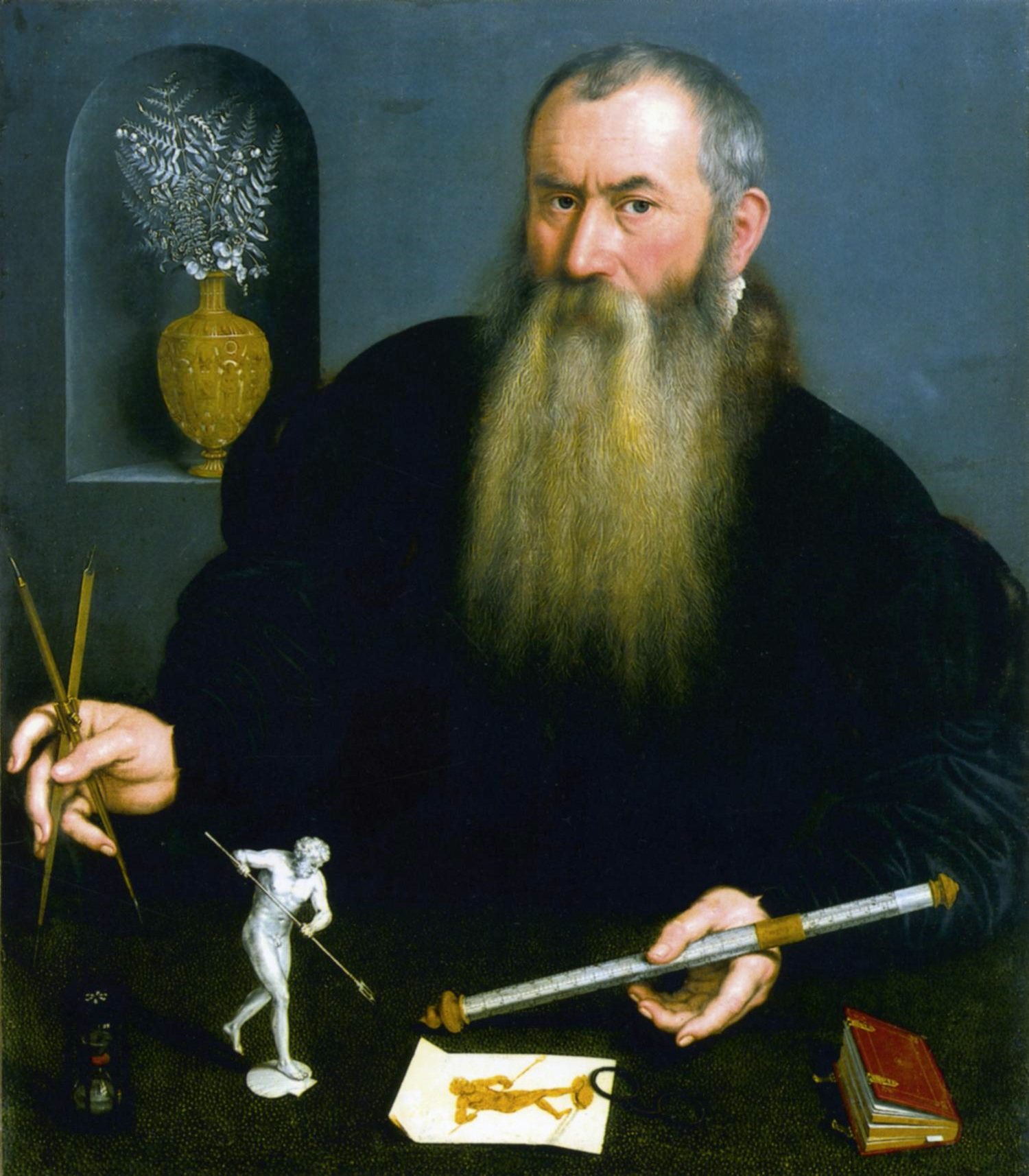
Nicolas Neufchâtel Porträt des Wenzel Jamnitzer, ca. 1562, Musée d’art et d’histoire (Genf)

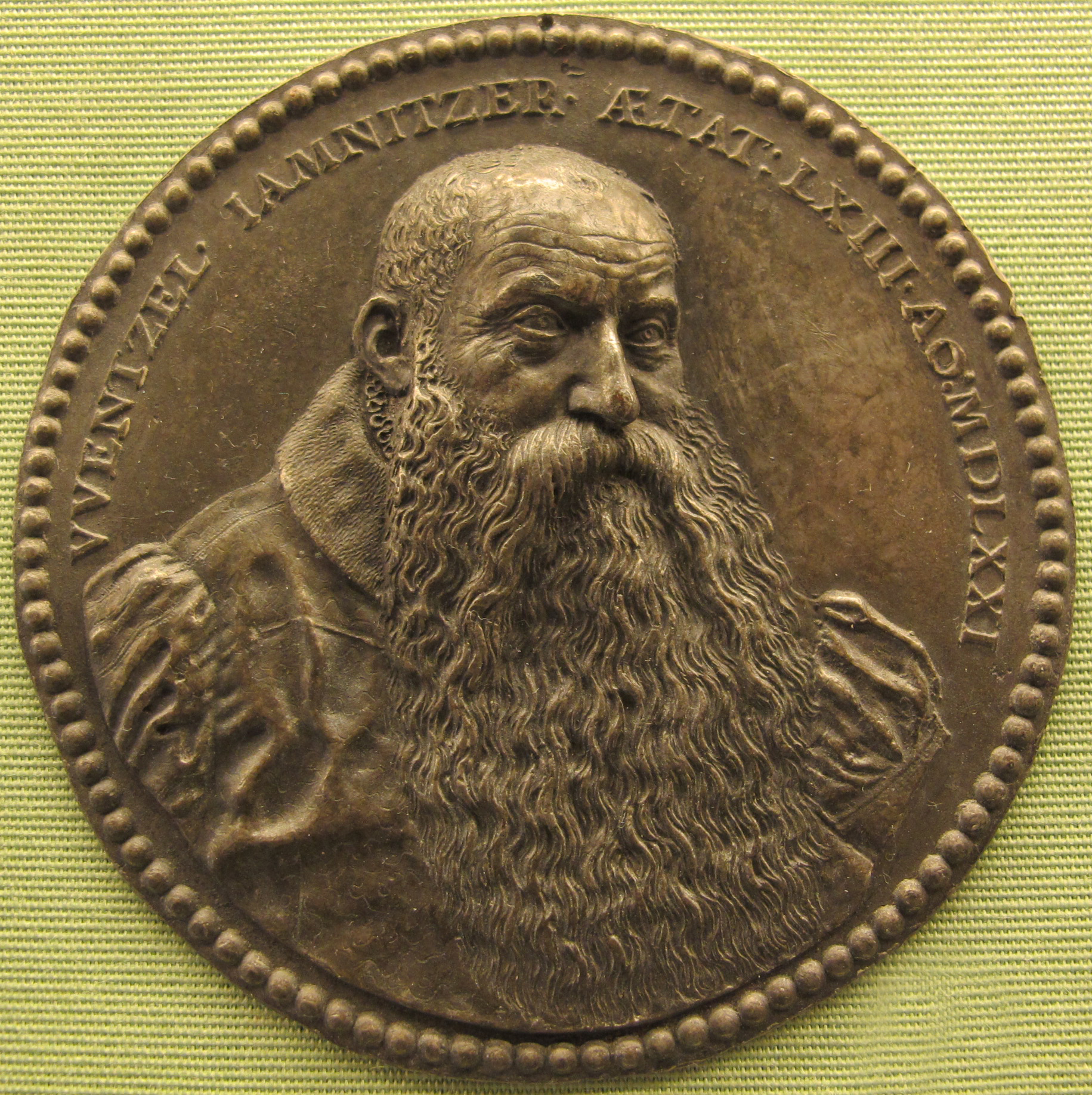
Wenzel Jamnitzer. Medaille von Valentin Maler (1571).

Wenzel Jamnitzer (* 1507 oder 1508 in Wien; † 19. Dezember 1585 in Nürnberg) war ein deutscher Goldschmied, Kupferstecher, Stempelschneider und Medailleur.

## Leben
Er war ein Mitglied einer aus Mähren stammenden Familie, die über Generationen 160 Jahre lang das Goldschmiedehandwerk ausübte und unter den Namen Jamnitzer, Jemniczer, Gemniczer und Jamitzer bekannt ist.
Nach Aussage alter Nachschlagewerke war er der berühmteste Goldschmied seiner Zeit. Unter anderem stand er in Diensten aller deutschen Kaiser seiner Schaffenszeit. Er erfand wohl eine Maschine zum Prägen von Ornamentstreifen.
Der aus Wien stammende Jamnitzer wurde 1534 Meister und ließ sich in Nürnberg nieder. Er heiratete Anna Braunreuchin im gleichen Jahr und hatte mit ihr elf Kinder. Drei seiner Kinder, Hans, Abraham und Wenzel wurden ebenfalls Goldschmiede. Seine Tochter Maria heiratete 1569 den aus Mähren stammenden Medailleur Valentin Maler. Jamnitzer arbeitete mit seinen Söhnen und Schwiegersöhnen Martin Holweck, Hans Straub und Valentin Maler in seiner Werkstatt in der Zisselgasse (heute Albrecht-Dürer-Str. 17). Seine Prunkgefäße und Schmuckschatullen sind mit virtuosem Können hergestellt. Er wandte sich von der im Gewerbe üblichen Gestaltung der Kunstgegenstände nach gotischem Geschmack ab und orientierte sich am Stil der italienischen Renaissance. Teilweise verwendete er in seinen Erzeugnissen außer Edelmetallen Muscheln, Korallen, Schneckenhäuser und kleinere Vogeleier. Die Nachbildung von kleinen Tieren und Pflanzen entwickelte sich zu einem Merkmal seines Schaffens. Seine Kunst gefiel derart, dass ihn die Kaiser Karl V., Ferdinand I., Maximilian II. und Rudolf II. ununterbrochen als ihren Hofgoldschmied beauftragten.

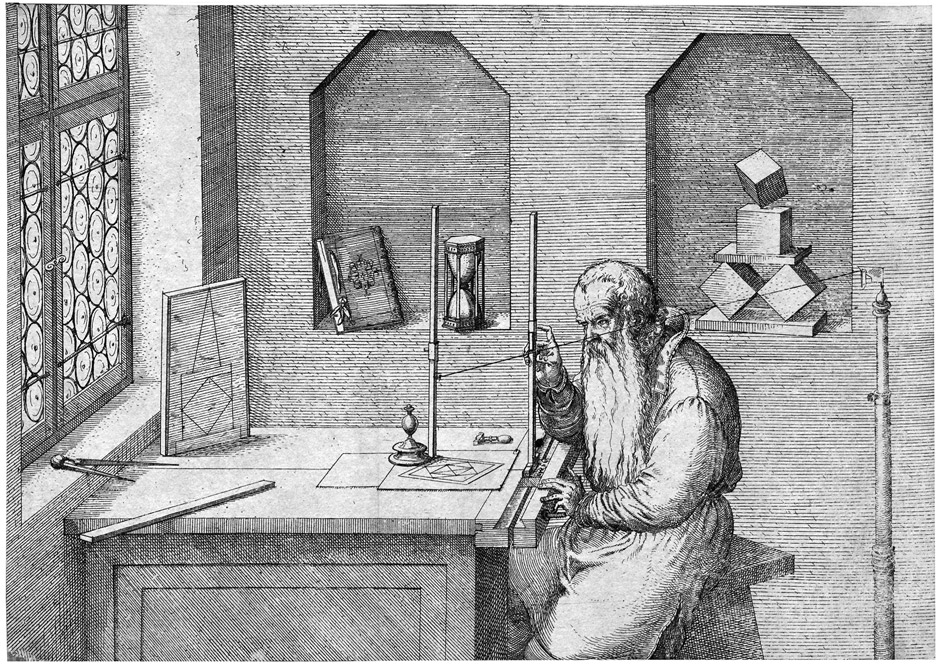
Wenzel Jamnitzer bei der Arbeit. Radierung von Jost Ammann.

Auch Globen wurden von Jamnitzer, etwa 1566 nach Angaben von Johann Richter (Astronom), gegossen.
Jamnitzer betrieb wissenschaftliche Studien, um die Ausbildung und das technische Wissen seiner Zunft zu heben. 1568 veröffentlichte er die Schrift Perspectiva corporum regularium. Ab 1573 vertrat er die Goldschmiede im Kleinen Rat der Stadt. 1571–1576 arbeitete er gemeinsam mit Johan Gregor van der Schardt an einem Tischbrunnen für den kaiserlichen Hof in Wien, von dem sich vier Karyatiden erhalten haben, die im Kunsthistorischen Museum Wien verwahrt werden.
Wenzel Jamnitzer wurde auf dem Johannisfriedhof in Nürnberg bestattet (Grab Nr. 664). Sein Grab ist mit einem von Jost Amman entworfenen Epitaph aus Bronze geschmückt.

## Historisches Umfeld
Nürnberg war im 16. Jahrhundert neben Magdeburg, Hildesheim und Trier zu einem bedeutenden Sitz von Goldschmieden geworden. Das Handwerk befand sich in einer soliden Nachfrage nach seinen Erzeugnissen, denn es war üblich, bei Besuchen beim Kaiser oder anderen Adeligen wertvolle Gastgeschenke zu überreichen. Je wertvoller oder exklusiver umso eher glaubte man den Beschenkten für sich oder ein Anliegen günstig zu stimmen.
Mit dem Ausbreiten der Reformation wurde die Auftragslage für Goldschmiede schwieriger. Die Ausschmückung der protestantischen Gotteshäuser geschah erheblich sparsamer mit Kunstgegenständen als in den katholischen Kirchen.
Mit dem Heraufziehen des Dreißigjährigen Krieges hatten die Herrschenden kaum noch Mittel für den Erwerb von Luxusgegenständen zur Verfügung, weil das meiste Geld nun in die Finanzierung von Söldnerheeren und Waffen floss. Goldpokale und andere Schmuckartikel wurden zu diesem Zweck sogar eingeschmolzen, was wohl auch einige Arbeiten des Jahrzehnte zuvor verstorbenen Jamnitzers getroffen haben wird.

## Werke (Auswahl)

### Bilder

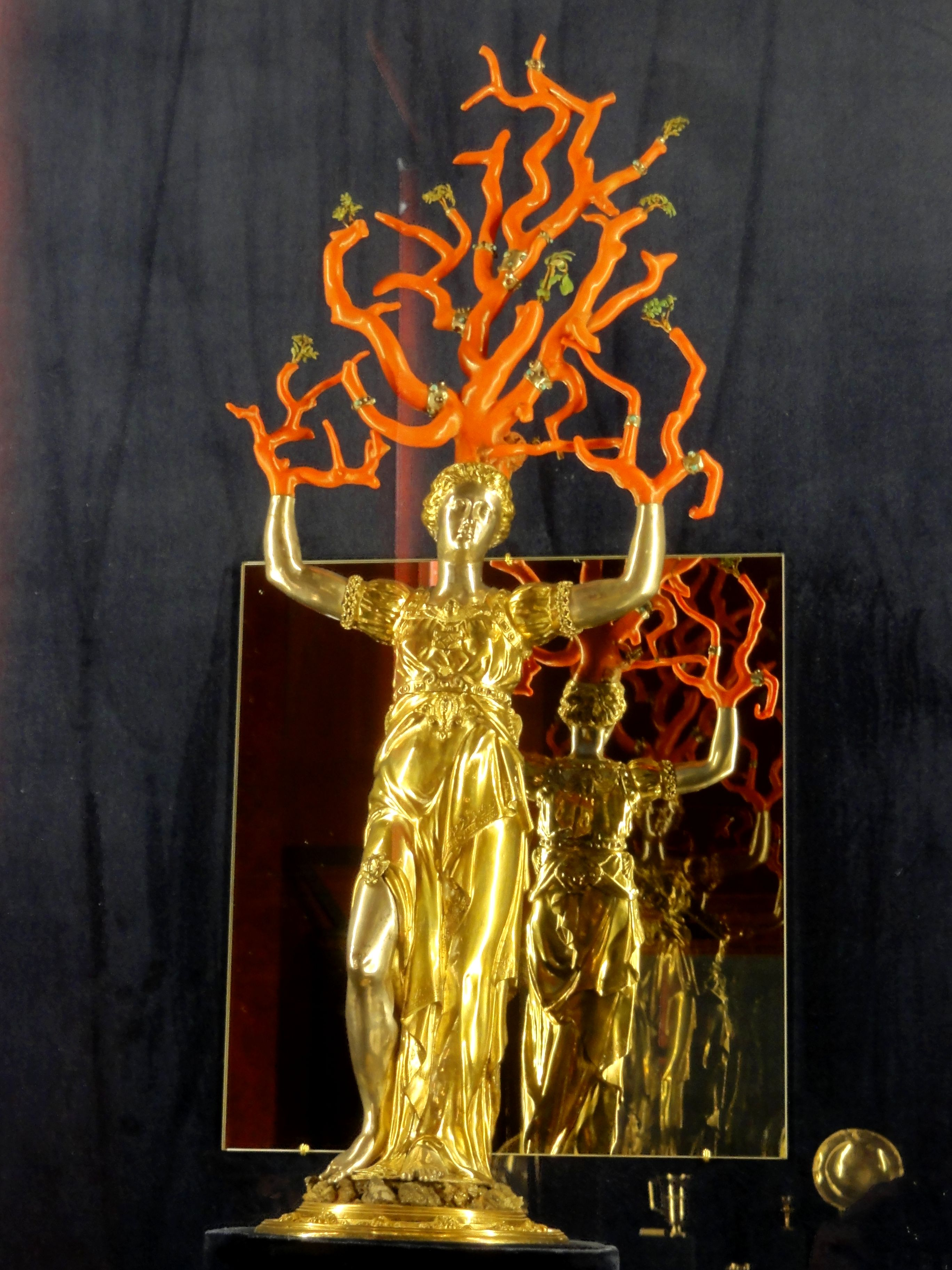
Daphne, Musée national de la Renaissance
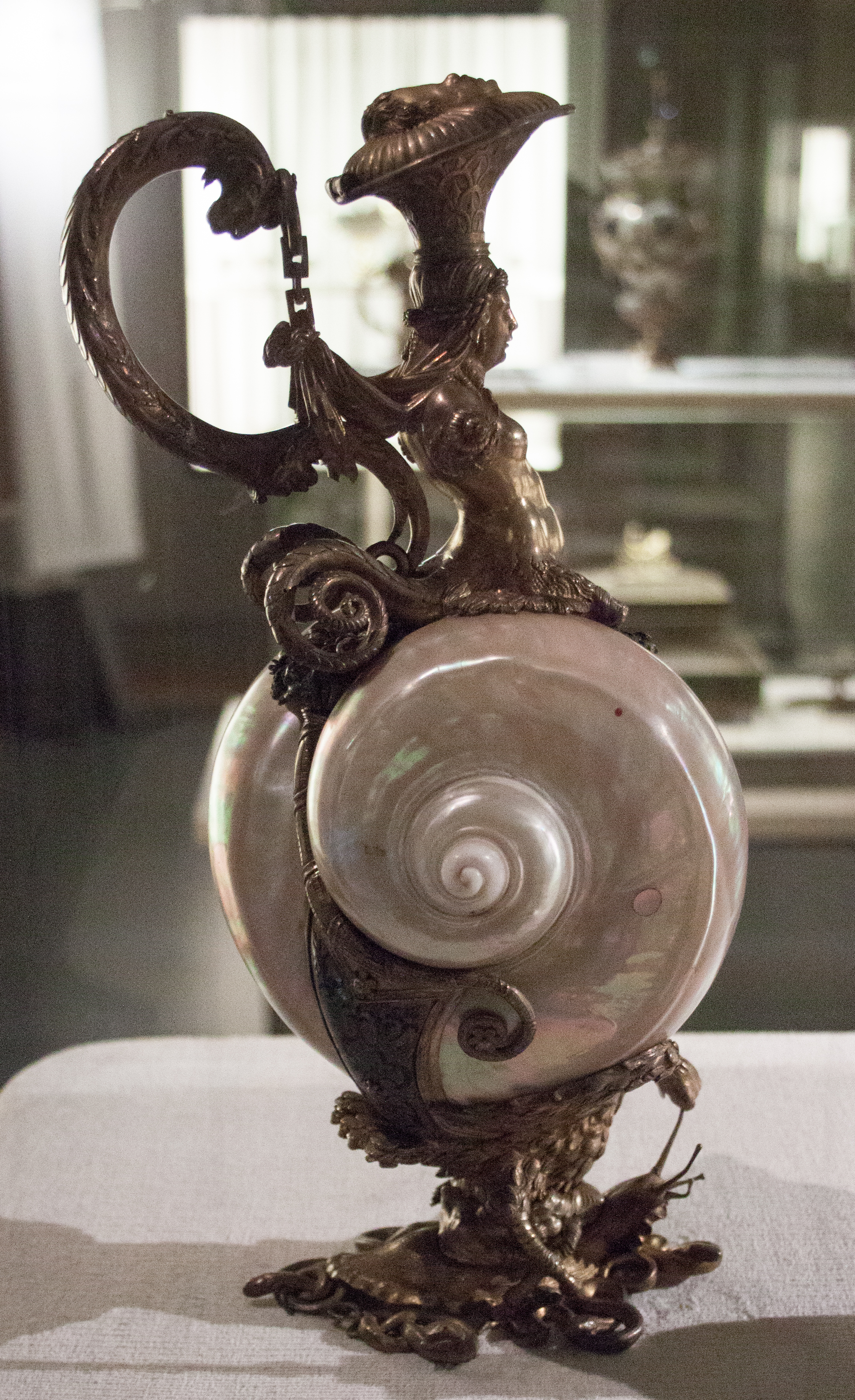
Zierkanne, Schatzkammer München
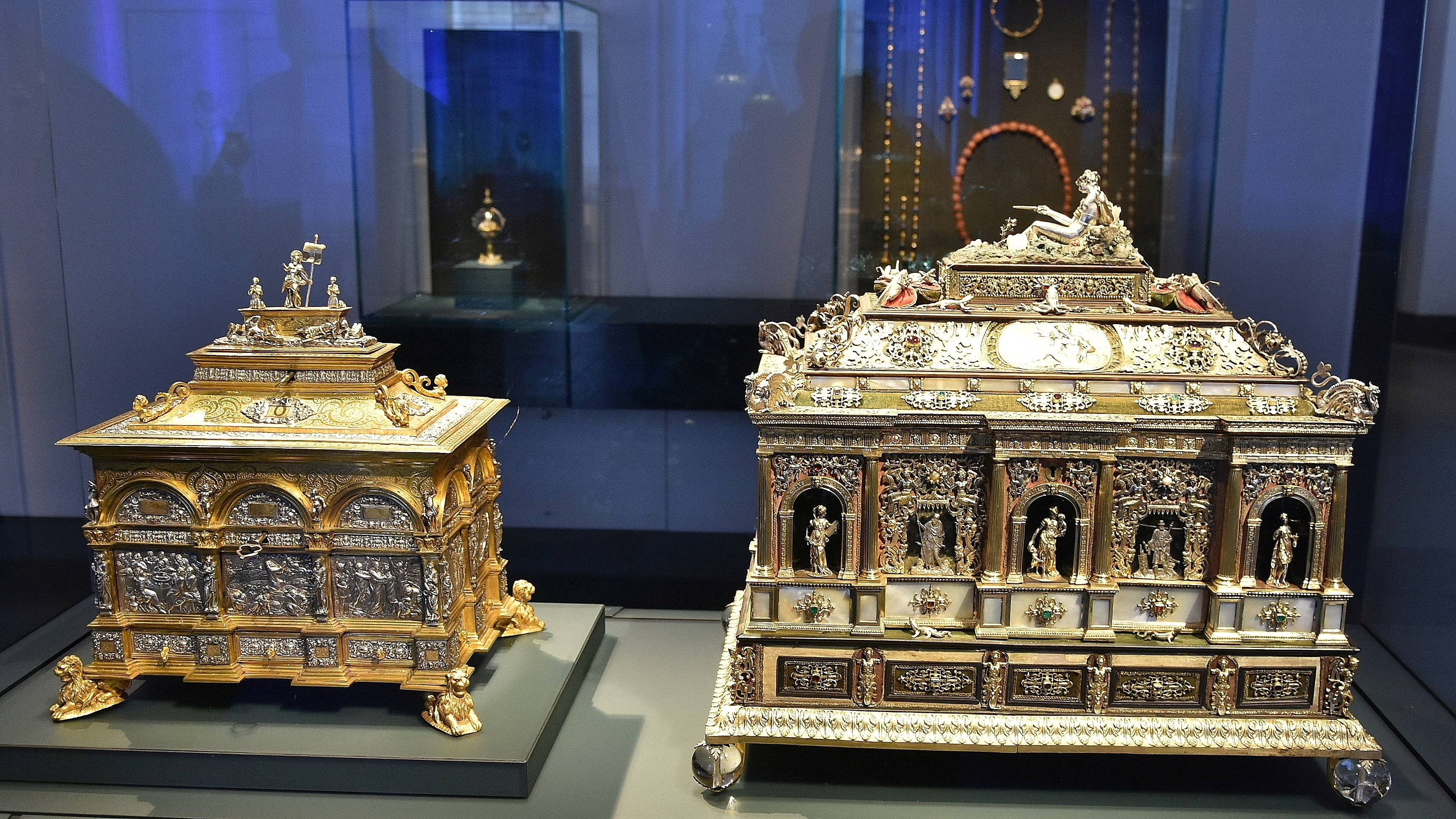
Große Prunkkassette (rechts), nur Entwurf, Ausführung durch sein Meisterschüler, N. Schmidt Grünes Gewölbe
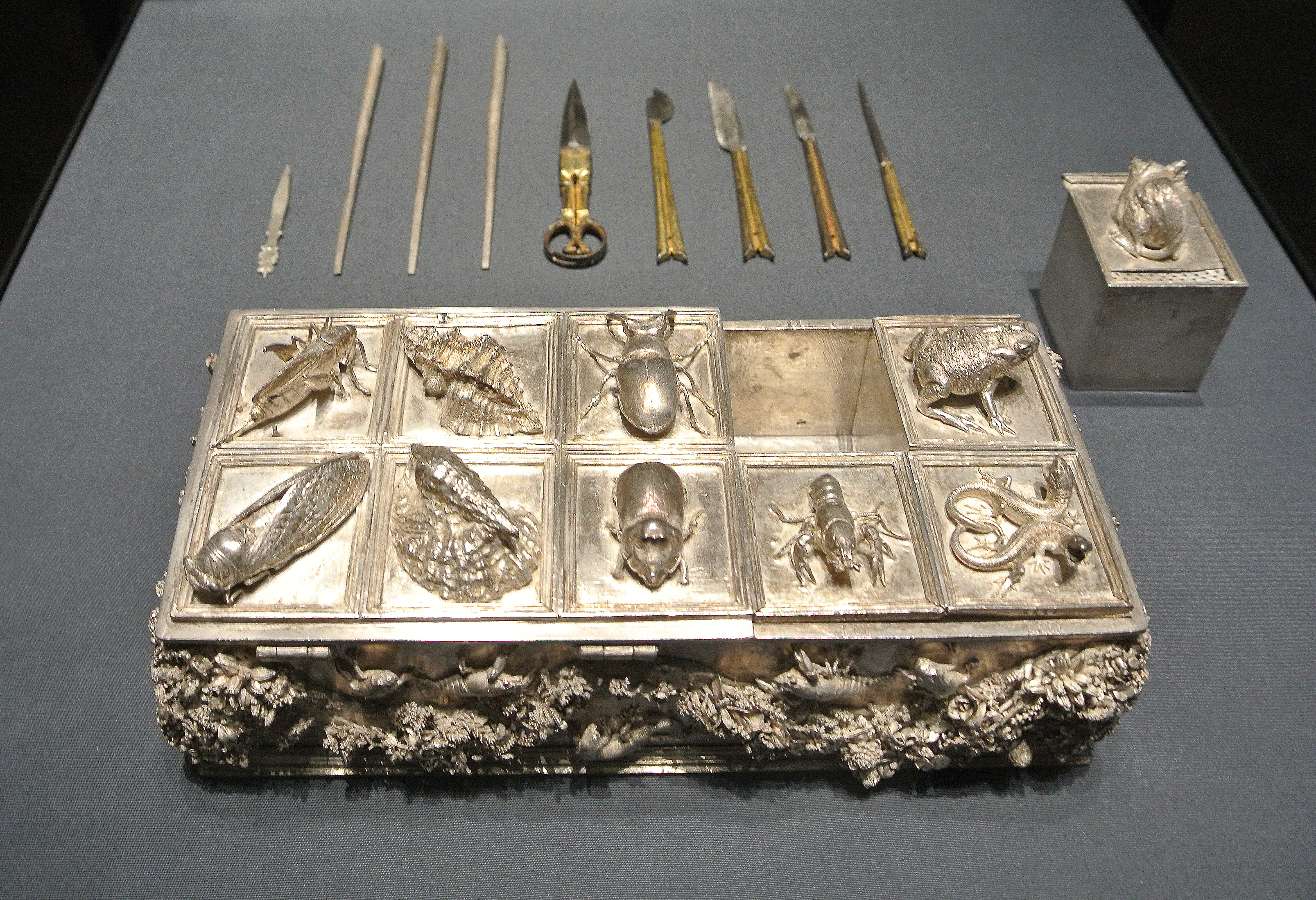
Schreibzeugkassette aus Silber Kunsthistorisches Museum Wien
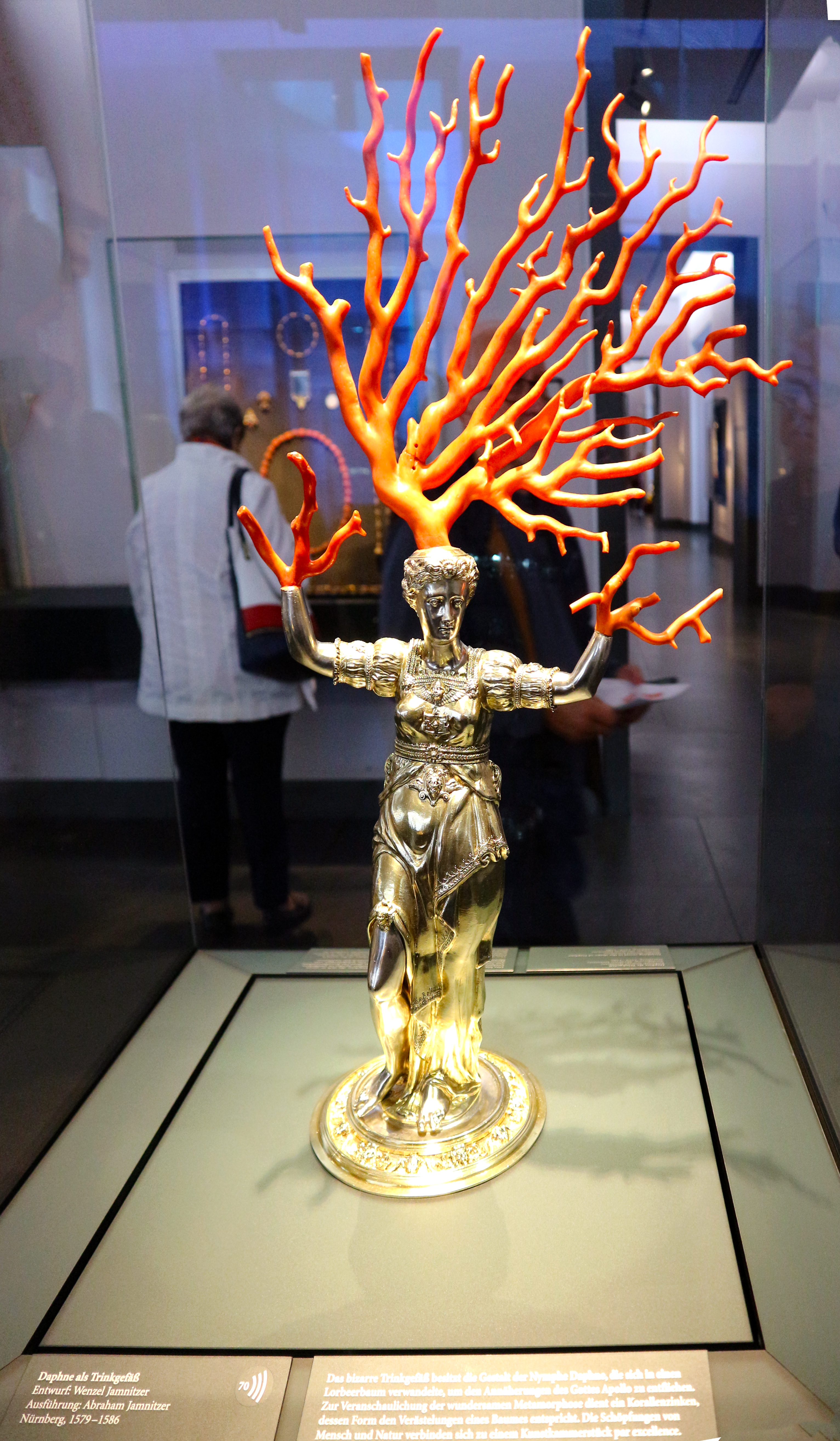
Daphne, Neues Grünes Gewölbe (von Abraham Jamnitzer nach Entwurf von Wenzel Jamnitzer)
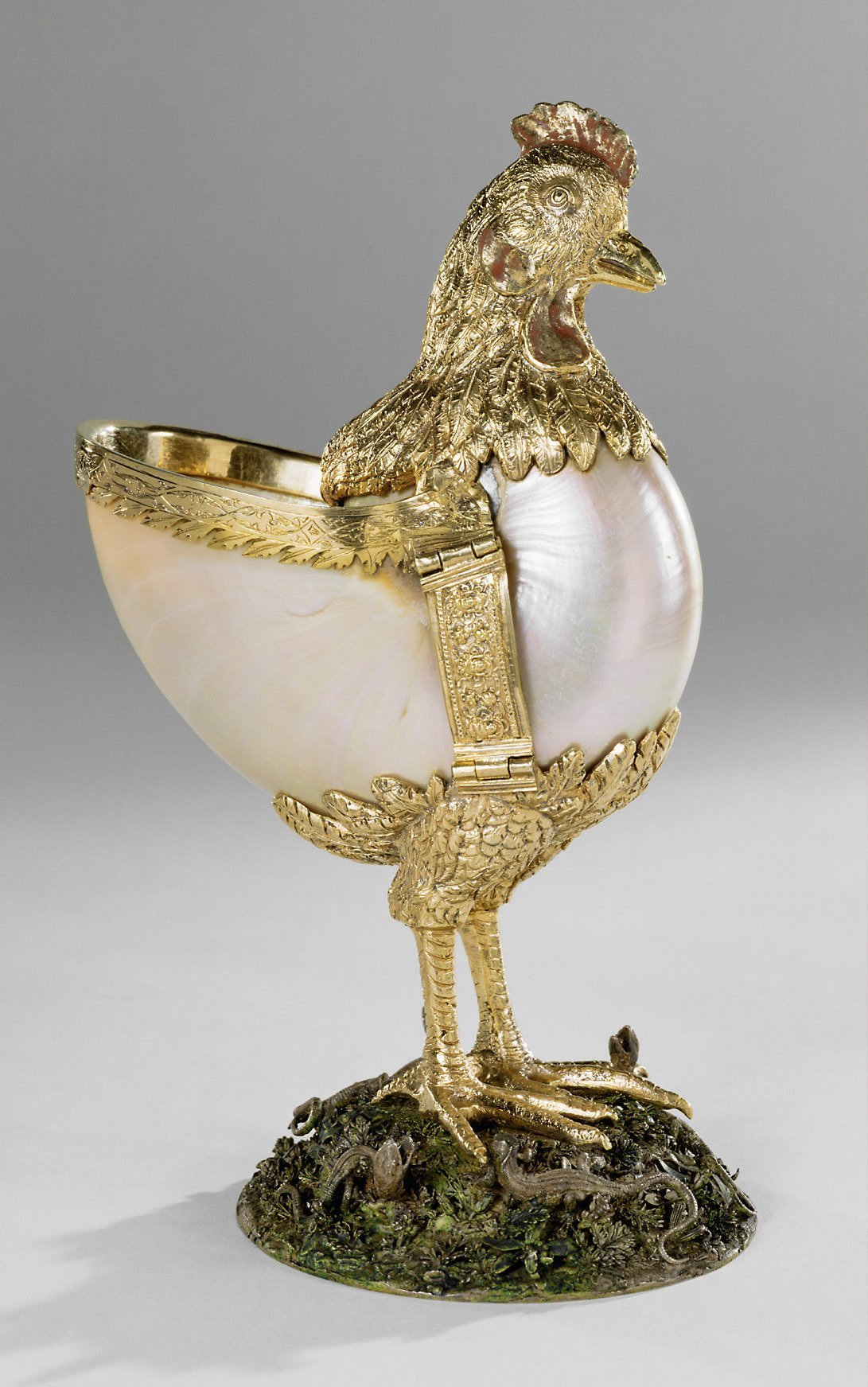
Nautilusbecher, um 1550, Kunsthistorisches Museum Wien

### Goldschmiedearbeiten
- Ernestinischer Willkomm, z. Z. Leihgabe in Schloss Friedenstein, Gotha
- silberner Doppelpokal im Tucherschloss
- Merkelscher Tafelaufsatz, heute im Rijksmuseum Amsterdam
- Daphne, Trinkgefäß aus Silber und Koralle, 1570/75. Musée national de la Renaissance, Schloss Écouen. Replik von Abraham Jamnitzer unter der Nutzung der originalen Gussform Wenzel Jamnitzers, 1580/86. Staatliche Kunstsammlungen Dresden.

Seine bekanntesten Werke sind neben dem Merkelschen Tafelaufsatz der Kaiserpokal, Willkommensbecher, Pokale und der Entwurf für die im Grünen Gewölbe ausgestellte Große Prunkkassette der Kurfürstin Sophia, die zugleich als eines seiner letzten Werke gilt.
Als Meistermarke führte er sein Familienwappen mit Löwenkopf und einem W darüber.

### Publikationen
- Perspectiva Corporum Regularium. Nürnberg 1568 (Digitalisat [abgerufen am 21. November 2019] Sächsische Landesbibliothek - Staats- und Universitätsbibliothek Dresden, Signatur: Optica.21).[6]
- Grundtlicher vnnd Aigentlicher vnterricht vnnd Erklerung dises Kunstreichen runden Maß od. Eich-Stabes. (Unveröffentlichtes Manuskript in Dresden, Mathemat.-Physikal. Salon).[6]
- Ein gar künstl. u. wolgetzierter Schreibtisch sampt allerhant künstl. Silbern u. vergulten newerfunden Instrumenten. 1585 (Bibliothek des Victoria and Albert Museums London).[6]